# Amblyrhynchichthys micracanthus
Amblyrhynchichthys micracanthus är en fiskart som beskrevs av Ng och Maurice Kottelat 2004. Amblyrhynchichthys micracanthus ingår i släktet Amblyrhynchichthys och familjen karpfiskar. IUCN kategoriserar arten globalt som livskraftig. Inga underarter finns listade i Catalogue of Life.